# Ободівська сільська рада (Білопільський район)
Ободі́вська сільська́ ра́да — адміністративно-територіальна одиниця та орган місцевого самоврядування в Білопільському районі Сумської області. Адміністративний центр — село Ободи.

## Загальні відомості
- Населення ради: 661 особа (станом на 2001 рік)

## Населені пункти
Сільській раді підпорядковані населені пункти:
- с. Ободи
- с. Дігтярне
- с. Макіївка

## Склад ради
Рада складається з 12 депутатів та голови.
- Голова ради: Василега Віктор Євгенович
- Секретар ради:

### Керівний склад попередніх скликань
| Прізвище, ім'я, по батькові | Основні відомості                                                                       | Дата обрання | Дата звільнення |
| --------------------------- | --------------------------------------------------------------------------------------- | ------------ | --------------- |
| Леоненко Світлана Іванівна  | Сільський голова, 1965 року народження, член Української Народної Партії                | 26.03.2006   | 31.10.2010      |
| Василега Віктор Євгенович   | Сільський голова, 1962 року народження, освіта середня спеціальна, член Партії регіонів | 31.10.2010   | 25.10.2015      |
| Василега Віктор Євгенович   | Сільський голова, 1962 року народження, освіта професійно-технічна, безпартійний        | 25.10.2015   |                 |

Примітка: таблиця складена за даними сайту Верховної Ради України та ЦВК

### Депутати VII скликання
За результатами місцевих виборів 2015 року депутатами ради стали:

#### За суб'єктами висування
| Суб'єкт висування | Кількість обраних депутатів | %      |
| ----------------- | --------------------------- | ------ |
| Самовисування     | 12                          | 100.00 |

#### За округами
| № округу | Прізвище, ім'я, по батькові  | Ким висунуто  | Дата нар.  | Освіта              | Партійна приналежність                                        | Відомості                                               |
| -------- | ---------------------------- | ------------- | ---------- | ------------------- | ------------------------------------------------------------- | ------------------------------------------------------- |
| 1        | Стеценко Ганна Федорівна     | Самовисування | 14.04.1971 | загальна середня    | безпартійна                                                   | Ободівська сільська рада, техпрацівник                  |
| 2        | Демиденко Олександр Петрович | Самовисування | 19.09.1957 | загальна середня    | безпартійний                                                  | Ободівський НВК: ЗОШ 1-111ст.-ДНЗ, кочегар              |
| 3        | Віровец Віталій Анатолійович | Самовисування | 15.11.1973 | загальна середня    | член політичної партії Всеукраїнське об'єднання «Батьківщина» | не працює                                               |
| 4        | Мінакова Олена Миколаївна    | Самовисування | 28.03.1970 | вища                | безпартійна                                                   | Ободівська сільська рада, інспектор з соціальної роботи |
| 5        | Коропець Ольга Олександрівна | Самовисування | 10.02.1988 | вища                | безпартійна                                                   | Ободівська сільська рада, секретар виконкому            |
| 6        | Головач Олексій Миколайович  | Самовисування | 10.05.1978 | професійно-технічна | безпартійний                                                  | не працює                                               |
| 7        | Стеценко Ольга Павлівна      | Самовисування | 23.08.1962 | загальна середня    | член політичної партії Всеукраїнське об'єднання «Батьківщина» | не працює                                               |
| 8        | Торяник Ніна Іванівна        | Самовисування | 03.07.1960 | загальна середня    | безпартійна                                                   | не працює                                               |
| 9        | Василега Наталія Вікторівна  | Самовисування | 30.04.1975 | середня спеціальна  | безпартійна                                                   | Ободівський НВК: ЗОШ 1-111ст.-ДНЗ, вихователь           |
| 10       | Сорока Валентина Миколаївна  | Самовисування | 12.03.1960 | середня спеціальна  | безпартійна                                                   | Ободівська сільська рада, землевпорядник                |
| 11       | Говорун Наталія Вячеславівна | Самовисування | 14.10.1971 | професійно-технічна | безпартійна                                                   | ВПЗ Ободи, листоноша                                    |
| 12       | Скворцов Віктор Миколайович  | Самовисування | 22.02.1961 | загальна середня    | безпартійний                                                  | ТОВ «Урожайна країна», охоронець                        |